# Lithium (Missouri)
Pour les articles homonymes, voir Lithium (homonymie).
Lithium est un village inactif du comté de Perry, dans le Missouri, aux États-Unis,. Situé au nord du comté, il est incorporé en 1883.

## Démographie
Lors du recensement de 2010, le village comptait une population de 246 habitants. Elle est estimée, en 2017, à 89 habitants.

### Source de la traduction
- (en) Cet article est partiellement ou en totalité issu de l’article de Wikipédia en anglais intitulé « Lithium, Missouri » (voir la liste des auteurs).